# کارمزد (سوادکوه)
کارمزد
  روستایی است از توابع بخش مرکزی شهرستان سوادکوه در استان مازندران از کشور ایران.

## موقعیت جغرافیایی
نزدیک‌ترین شهر به این روستاآلاشت است. فاصله کارمزد با آلاشت ۱۵ کیلومتر است. در عین حال مسافت روستا با مرکز شهرستان سوادکوه (شهر پل سفید) تقریباً ۳۰ کیلومتر می‌باشد.

## جمعیت روستا
این روستا در دهستان ولوپی قرار دارد و براساس سرشماری مرکز آمار ایران در سال ۱۳۸۵، جمعیت آن ۱۳۵۲ نفر (۳۸۶خانوار) بوده‌است. مردم کارمزد به گویش سوادکوهی که گویشی از زبان مازندرانی است صحبت می‌کنند.